# مافدت
در دین مصر باستان، مافدت یا مافتت خدای مؤنثی بوده که مردم را از آسیب مارها و عقرب‌ها به دور نگاه می‌داشته و اغلب به شکل یک گربه‌سان یا خدنگ به تصویر کشیده می‌شده.
مافدت از آغاز دودمان نخست وارد فهرست خدایان مصر باستان شد. او نماد عدالت قانونی و شاید اعدام بوده‌است. او همچنین خدایی مرتبط با محافظت از اتاق زندگی شاه و دیگر مکان‌های مقدس بوده که وظیفه پاسداری از جان شاه در برابر زهر جانوران سمی را داشته، جانورانی که در برابر ماعات سرکشی کردند.
از آنجا که جانورانی سمی همچون مار و کژدم توسط گربه‌سانان کشته می‌شوند، مافتت به شکل یک گربه‌سان مؤنث به تصویر کشیده شد، با این حال مشخص نیست که او در ابتدا به شکل گربه بوده‌است یا گربه زباد، یا خدنگ. به عنوان نمایشگری از روش کشتن این جانوران، او لقب‌هایی چون قاتل مار بزرگ داشته‌است.
حضور این خدا در دوره فرعون دودمان یکم، دن، زیاد بوده و تصاویر او در تکه کاسه‌های سنگی مربوط به آن دوران و نیز بخش مربوط به دن در سنگ پالرمو دیده می‌شوند. در متون هرم مربوط به پادشاهی کهن نیز حضور دارد و خدای خورشید، رع، را از گزند مارها محافظت می‌کند.